# Regeringen Mark Rutte III
Regeringen Mark Rutte III var Nederländernas regering som tillträdde den 26 oktober 2017  på begäran av kung Willem-Alexander av Nederländerna. Regeringen avgick den 15 januari 2021, två månader före det förestående parlamentsvalet, på grund av kritik med anledning av en skandal där bidrag hade dragits in på ett orättfärdigt sätt vilket drabbat tusentals barnfamiljer. Regeringen fortsatter som expeditionsministär fram tills 10 januari 2022 då den efterträddes av Mark Ruttes fjärde regering.
Regeringen var en koalitionsregering bestående av fyra partier; liberala Folkpartiet för frihet och demokrati (VVD), det kristdemokratiska partiet Kristdemokratisk appell (CDA), det socialliberala partiet Demokraterna 66 (D66) och det värdekonservativa partiet ChristenUnie (CU). Regeringen hade en knapp majoritet i parlamentet med 76 mandat av 150. 
Regeringen Mark Rutte III efterträdde Mark Ruttes andra regering efter parlamentsvalet i Nederländerna 2017 och den längsta tiden (225 dagar) för regeringsbildning någonsin  i Nederländerna.
VVD:s partiledare, Mark Rutte, är Nederländernas premiärminister och han hade tre vice premiärministrar; Hugo de Jonge (CDA), Kajsa Ollongren (D66) och Carola Schouten (CU).

## Ministrar
| Position                      | Ansvarsområden                         | Namn                   | Namn                   | Politiskt parti |
| ----------------------------- | -------------------------------------- | ---------------------- | ---------------------- | --------------- |
| Premiärminister               | Allmänna frågor                        | Mark Rutte             | Mark Rutte             | VVD             |
| Vice premiärminister Minister | Sjukvård och sport                     | Lodewijk Asscher       | Hugo de Jonge          | CDA             |
| Vice premiärminister Minister | Inrikespolitik                         | Kajsa Ollongren        | Kajsa Ollongren        | D66             |
| Vice premiärminister Minister | Jordbruk, natur och livsmedelskvalitet | Carola Schouten        | Carola Schouten        | CU              |
| Minister                      | Utrikes                                | Stef Blok              | Stef Blok              | VVD             |
| Minister                      | Försvar                                | Ank Bijleveld          | Ank Bijleveld          | CDA             |
| Minister                      | Näringsliv och klimat                  | Eric Wiebes            | Eric Wiebes            | VVD             |
| Minister                      | Finans                                 | Wopke Hoekstra         | Wopke Hoekstra         | CDA             |
| Minister                      | Infrastruktur och vattenförvaltning    | Cora van Nieuwenhuizen | Cora van Nieuwenhuizen | VVD             |
| Minister                      | Justitie                               | Ferdinand Grapperhaus  | Ferdinand Grapperhaus  | CDA             |
| Minister                      | Utbildning, kultur och vetenskap       | Ingrid van Engelshoven | Ingrid van Engelshoven | D66             |
| Minister                      | Socialförsäkring och arbetsmarknad     | Wouter Koolmees        | Wouter Koolmees        | D66             |
| Minister utan portfölj        | Skolor och Media                       | Arie Slob              | Arie Slob              | CU              |
| Minister utan portfölj        | Utrikeshandel och bistånd              | Sigrid Kaag            | Sigrid Kaag            | D66             |
| Minister utan portfölj        | Medicinsk sjukvård                     | Bruno Bruins           | Bruno Bruins           | VVD             |
| Minister utan portfölj        | Rättssäkerhet                          | Sander Dekker          | Sander Dekker          | VVD             |